# Michael Pesek
Michael Pesek (* 5. Juni 1968 in Neuruppin) ist ein deutscher Historiker, der sich vorwiegend mit Themen aus der Geschichte Afrikas und des arabischen Raums befasst.

## Leben
Pesek studierte an der Humboldt-Universität zu Berlin in den Jahren 1990 bis 1996 Theaterwissenschaften im Magisterstudium und in den Nebenfächern Soziologie und Afrikanistik. Seine Dissertation zum Thema Kolonialer Diskurs und koloniale Herrschaft in Deutsch-Ostafrika 1885–1903 nahm die Humboldt-Universität 2004 an.
Von 1998 bis 2003 war Pesek wissenschaftlicher Mitarbeiter am Lehrstuhl Geschichte in Afrika der Humboldt-Universität. 2004–2008 und 2009–2012 arbeitete er am DFG-Sonderforschungsbereich 640 „Repräsentationen sozialen Ordnung im sozialen Wandel“ in Berlin. Von 2009 bis 2012 hatte er zudem eine Vertretungsprofessur für Afrikanische Geschichte am Institut für Asien- und Afrikawissenschaften der Humboldt-Universität. Daneben hatte er verschiedene Lehraufträge, u. a. am Institut für Kulturwissenschaften der Leuphana Universität in Lüneburg und am Otto-Suhr-Institut für Politikwissenschaften der Freien Universität Berlin. 2016–2017 war er Gastprofessor am Historischen Seminar der Universität Hamburg.

## Forschungsschwerpunkte
Pesek arbeitet über die vorkolonialen bis hin zu postkolonialen Staatsbildungsprozessen unter besonderer Berücksichtigung von Organisationen wie der OAU, die Organisation for African Unity, oder ECOWAS, die Wirtschaftsgemeinschaft der Westafrikanischen Staaten. Frühere Themen waren unter anderem die kulturellen und religiösen Transferprozesse in den Randgebieten Afrikas am Indischen Ozean und der Kolonialismus der europäischen Staaten in Zentral- und Ostafrika.

## Schriften
- 1997: Tänze der Hoffnung, Tänze der Macht. Koloniale Erfahrung und ästhetischer Ausdruck im östlichen Afrika. Das Arabische Buch, Berlin, ISSN 0932-5476.
- 2008: Koloniale Herrschaft in Deutsch-Ostafrika. Expeditionen, Militär und Verwaltung seit 1880, Campus Verlag, Frankfurt am Main, ISBN 978-3-593-37868-8.
- 2010: Das Ende eines Kolonialreiches. Ostafrika im Ersten Weltkrieg. Campus Verlag, Frankfurt am Main/New York ISBN 978-3-593-39184-7.[2]